# День восстановления независимости Азербайджана
 День государственной независимости Азербайджанской Республики (азерб. Azərbaycan Respublikasinin müstəqilliyinin bərpası günü) — день принятия в 1991 году Верховным Советом Республики Конституционного акта о государственной независимости Азербайджанской Республики от СССР и учреждения основ государственного, политического и экономического устройства независимой Азербайджанской Республики. По данному документу, Азербайджан является преемником существовавшей с 28 мая 1918 года по 28 апреля 1920 года Азербайджанской Демократической Республики. Празднуется 18 октября в Азербайджане. Рабочий день.

## История
30 августа 1991 года на внеочередной сессии Верховного Совета Азербайджана была принята Декларация о восстановлении государственной независимости республики, в которой говорилось:
Верховный Совет Азербайджанской Республики, руководствуясь высшими государственными интересами народа Азербайджана и выражая его волю, отмечая, что с 1918 по 1920 год Азербайджанская Республика существовала как независимое, признанное со стороны международного сообщества государство, основываясь на Конституции Азербайджанской Республики, Конституционных законах о суверенитете Азербайджанской Республики и об основах экономической самостоятельности Азербайджанской Республики, осознавая свою ответственность за судьбу и обеспечение свободного развития народа Азербайджана, гарантируя предусмотренные международными актами права и основные свободы человека всем гражданам Азербайджанской Республики независимо от национальной принадлежности и вероисповедания, стремясь предотвратить угрозу суверенитету и территориальной целостности Азербайджанской Республики, руководствуясь священным долгом обеспечить безопасность и неприкосновенность государственных границ Азербайджанской Республики, осознавая необходимость консолидации всех патриотических сил республики, признавая международные пакты, конвенции и другие документы, не противоречащие интересам Азербайджанской Республики и её народа, желая поддерживать и впредь дружеские отношения со всеми входящими в Союз ССР республиками, выражая готовность установить равноправные отношения с государствами — членами международного сообщества, надеясь на признание государственной независимости Азербайджанской Республики государствами — членами международного сообщества и Организацией Объединённых Наций в соответствии с принципами, закрепленными в уставе Организации Объединенных Наций, другими международно-правовыми пактами и конвенциями, провозглашает восстановление государственной независимости Азербайджанской Республики.
Одновременно было принято постановление Верховного Совета Азербайджанской Республики «О восстановлении государственной независимости Азербайджанской Республики».
18 октября 1991 года Верховный Совет Азербайджанской Республики во исполнение этого решения, основываясь на Декларации о независимости, принятой Национальным Советом Азербайджана 28 мая 1918 года, и руководствуясь Декларацией Верховного Совета Азербайджана от 30 августа 1991 года «О восстановлении независимости Азербайджанской Республики» принял Конституционный акт о государственной независимости Азербайджанской Республики и учредил основы государственного, политического и экономического устройства независимой Азербайджанской Республики.
С 2021 года согласно законопроекту «О Дне независимости» в Азербайджане 28 мая (бывший «День Республики» был переименован в «День независимости», а 18 октября (бывший «День независимости») в «День восстановления независимости».

## В филателии

Почтовые марки Азербайджана, посвящённые
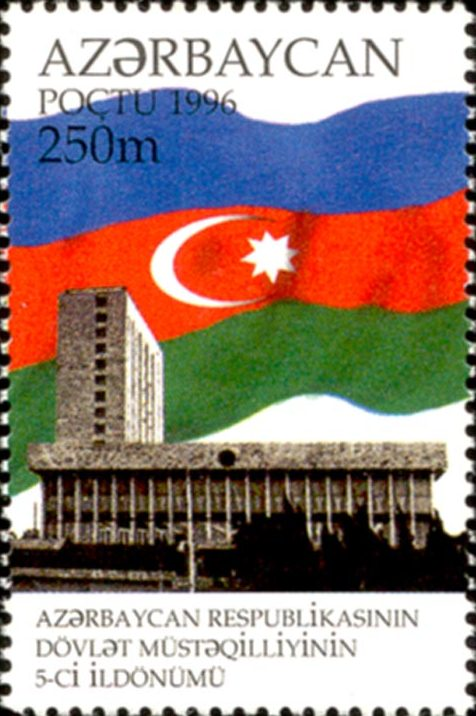
5-летию независимости
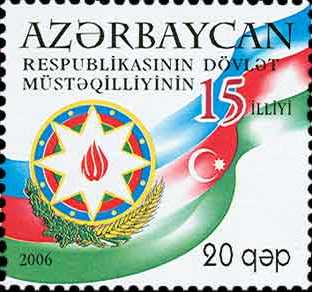
15-летию независимости
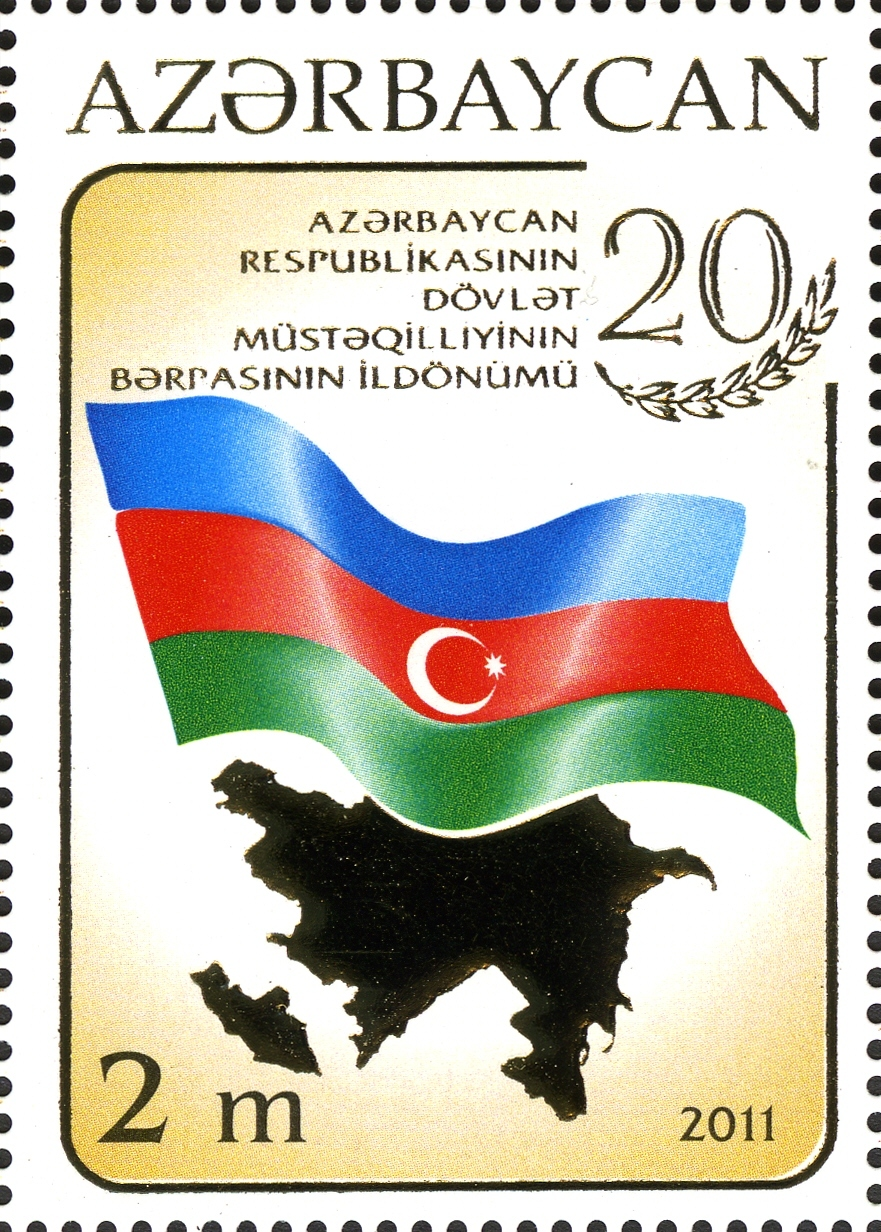
20-летию независимости